# Annona sericea
Annona sericea Dunal – gatunek rośliny z rodziny flaszowcowatych (Annonaceae Juss.). Występuje naturalnie w Kolumbii, Wenezueli, Gujanie, Surinamie, Gujanie Francuskiej, Boliwii oraz Brazylii (w stanach Acre, Amazonas, Maranhão, Mato Grosso, Pará, Rondônia i Roraima). 

## Morfologia
PokrójZimozielone drzewo dorastające do 3–20 m wysokości. Młode pędy są owłosione.
LiścieMają kształt od eliptycznego do podłużnie eliptycznego. Są owłosione od spodu. Nasada liścia jest ostrokątna. Wierzchołek jest krótko spiczasty.
OwoceTworzą owoc zbiorowy. Mają kształt od jajowatego do kulistego. Osiągają 2–4 cm długości oraz 2–2,5 cm średnicy.

## Biologia i ekologia
Rośnie w wiecznie zielonych lasach. Występuje na wysokości do 800 m n.p.m.